# Saint-Caprais (Cher)
Saint-Caprais és un municipi francès, situat al departament de Cher i a la regió de Centre – Vall del Loira. L'any 2007 tenia 595 habitants.

## Demografia

### Població
El 2007 la població de fet de Saint-Caprais era de 595 persones. Hi havia 228 famílies, de les quals 40 eren unipersonals (24 homes vivint sols i 16 dones vivint soles), 68 parelles sense fills, 88 parelles amb fills i 32 famílies monoparentals amb fills.
La població ha evolucionat segons el següent gràfic:
Habitants censats

### Habitatges
El 2007 hi havia 250 habitatges, 225 eren l'habitatge principal de la família, 10 eren segones residències i 15 estaven desocupats. Tots els 249 habitatges eren cases. Dels 225 habitatges principals, 202 estaven ocupats pels seus propietaris, 21 estaven llogats i ocupats pels llogaters i 2 estaven cedits a títol gratuït; 1 tenia una cambra, 1 en tenia dues, 31 en tenien tres, 90 en tenien quatre i 102 en tenien cinc o més. 177 habitatges disposaven pel capbaix d'una plaça de pàrquing. A 54 habitatges hi havia un automòbil i a 155 n'hi havia dos o més.

### Piràmide de població
La piràmide de població per edats i sexe el 2009 era:
| Homes | Edats   | Dones |
| ----- | ------- | ----- |
| 0     | 95 o +  | 4     |
| 0     | 90 a 94 | 0     |
| 0     | 85 a 89 | 0     |
| 0     | 80 a 84 | 0     |
| 4     | 75 a 79 | 8     |
| 12    | 70 a 74 | 12    |
| 16    | 65 a 69 | 8     |
| 4     | 60 a 64 | 0     |
| 4     | 55 a 59 | 8     |
| 8     | 50 a 54 | 4     |
| 24    | 45 a 49 | 28    |
| 48    | 40 a 44 | 40    |
| 20    | 35 a 39 | 36    |
| 12    | 30 a 34 | 24    |
| 4     | 25 a 29 | 0     |
| 0     | 20 a 24 | 8     |
| 32    | 15 a 19 | 28    |
| 36    | 10 a 14 | 20    |
| 8     | 5 a 9   | 12    |
| 16    | 0 a 4   | 16    |

## Economia
El 2007 la població en edat de treballar era de 414 persones, 353 eren actives i 61 eren inactives. De les 353 persones actives 332 estaven ocupades (172 homes i 160 dones) i 21 estaven aturades (11 homes i 10 dones). De les 61 persones inactives 19 estaven jubilades, 24 estaven estudiant i 18 estaven classificades com a «altres inactius».

### Ingressos
El 2009 a Saint-Caprais hi havia 241 unitats fiscals que integraven 664,5 persones, la mediana anual d'ingressos fiscals per persona era de 19.593 €.

### Activitats econòmiques
Dels 19 establiments que hi havia el 2007, 3 eren d'empreses de fabricació d'altres productes industrials, 3 d'empreses de construcció, 3 d'empreses de comerç i reparació d'automòbils, 2 d'empreses de transport, 2 d'empreses d'hostatgeria i restauració, 1 d'una empresa financera, 2 d'empreses immobiliàries i 3 d'empreses de serveis.
Dels 3 establiments de servei als particulars que hi havia el 2009, 1 era un paleta, 1 fusteria i 1 restaurant.
L'any 2000 a Saint-Caprais hi havia 13 explotacions agrícoles que ocupaven un total de 1.620 hectàrees.

## Equipaments sanitaris i escolars
El 2009 hi havia una escola elemental integrada dins d'un grup escolar amb les comunes properes formant una escola dispersa.

## Poblacions més properes
El següent diagrama mostra les poblacions més properes.